# Arthur Cecil Willison
Arthur Cecil Willison, britanski general, * 2. januar 1896, Berkshire, Anglija, † 1966, Lynton, Devon, Anglija.